# Grote kraagparadijsvogel
De grote kraagparadijsvogel (Lophorina latipennis) is een zangvogel uit de familie paradijsvogels (Paradisaeidae). Het is een endemische vogelsoort in Nieuw-Guinea.

## Kenmerken
Het mannetje van de grote kraagparadijsvogel is geheel zwart met een wigvormige, iriserende blauwe kraag en cape van zwarte veren met een fraaie zijdeglans. Deze kraag en de cape worden tijdens de balts op gezet.
Het vrouwtje is sober gekleurd en lijkt sterk op de vrouwtjes van andere paradijsvogels uit het geslacht parotia.

## Verspreiding en leefgebied
De grote kraagparadijsvogel komt voor in het centrale bergland van Papoea (Indonesië) en Papoea-Nieuw-Guinea op een hoogte van 1500 m tot 1800 m boven de zeespiegel (soms 1150 m tot 2300 m).
De soort telt drie ondersoorten:
- L. l. feminina: westelijk Nieuw-Guinea.
- L. l. addenda: Papoea-Nieuw-Guinea oostelijk bergland.
- L. l. latipennis: Huonschiereiland.

De vogel is niet zo kritisch in de habitatkeuze. Het is een van de meest algemene paradijsvogels, en komt voor in zowel regenwouden op berghellingen als (verlaten) tuinen, secondair bos en gebieden met struikgewas. De vogel verblijft in boomkronen, maar niet in de hoogste zones van het woud waar hij foerageert op zowel insecten en andere ongewervelden als op fruit.

## Status
De grote kraagparadijsvogel staat als niet bedreigd op de Rode Lijst van de IUCN. Handel (levend, dood of in onderdelen) in deze vogelsoort (en alle andere paradijsvogels) is volgens de overeenkomst inzake de internationale handel in bedreigde soorten wilde dieren en planten (het CITES-verdrag) verboden.